# Блажков, Николай Алексеевич
Никола́й Алексе́евич Блажко́в (23 ноября 1904, Санкт-Петербург — 21 мая 1989, Ленинград) — советский оператор документального кино, фронтовой кинооператор в годы Великой Отечественной войны. Лауреат Сталинской премии первой степени (1951), Государственной премии РСФСР имени братьев Васильевых (1967).

## Биография
Родился в Санкт-Петербурге в семье служащего. После окончания Ленинградского кинофототехникума в 1930 году был зачислен ассистентом оператора на сектор хроники ленинградской кинофабрики «Союзкино» (с 1932 года — Ленинградская студия кинохроники), с 1936 года тарифицирован оператором. 
В 1939 году снимал кинохронику военных событий на Карельском перешейке. С июля 1941 года — оператор фронтовой киногруппы Ленинградского фронта. Поначалу снимал на предприятиях Ленинграда, с сентября — военные операции Красной армии. Из-за сильного истощения заболел голодным психозом и в феврале 1942 года был отправлен в Ярославский госпиталь на излечение.
В мае 1942 года по решению Комитета по делам кинемотографии  был отправлен в качестве оператора в Куйбышев, на Куйбышевскую студии кинохроники. В марте 1944 года вернулся в Ленинград, где продолжил работать на Ленинградской студии кинохроники.
По окончании войны в период 1946—1948 годов был корреспондентом ЦСДФ в Югославии.
Автор множества сюжетов для кинопериодики «Ленинградский киножурнал», «Наука и техника », «Наш край», «Новости дня», «Пионерия», «Северный киножурнал», «Советская Карелия», «Советское искусство», «Социалистическая деревня», «Союзкиножурнал». На студии проработал до 1966 года.
Член ВКП(б) с 1941 года, член Союза кинематографистов СССР (Ленинградское отделение) с 1957 года.
Скончался 21 мая 1989 года в Ленинграде.

## Фильмография
Оператор
- 1932 — Дело о яме / Суд над ямами / Яма в мартен
- 1932 — Секрет Пушкина
- 1935 — Счастливая юность (в соавторстве)
- 1936 — X-й съезд ВЛКСМ (спецвыпуск) (в соавторстве)
- 1936 — Академик Павлов (совместно с П. Паллеем, С. Фоминым)
- 1937 — Испанские дети в СССР (совместно с Ф. Овсянниковым)
- 1937 — На поиски лётчика Леваневского
- 1939 — В военно-морском музее (в соавторстве)
- 1939 — С. М. Киров (в соавторстве)
- 1940 — Линия Маннергейма (в соавторстве; нет в титрах)
- 1940 — Марш патриотов (в соавторстве)
- 1942 — Ленинград в борьбе (в соавторстве)
- 1942 — Нефть фронту (в соавторстве)
- 1942 — Под белыми куполами (совместно с Н. Киселёвым, А. Хавчиным, М. Ципориным)
- 1942 — Подвиг Ленинграда
- 1943 — Урал куёт победу / Арсенал страны (в соавторстве)
- 1944 — Двигатель «Паккард» (разборка) (совместно с Г. Буштуевым)
- 1944 — Двигатель «Паккард» (сборка) (совместно с Г. Буштуевым)
- 1944 — Праздник дивизии (совместно с В. Синицыным)
- 1945 — XXVIII годовщина Октября (в соавторстве)
- 1945 — Ленинград встречает победителей (в соавторстве)
- 1945 — На смотре художественной самодеятельности (в соавторстве)
- 1945 — Праздник советской науки (в соавторстве)
- 1945 — Физкультурный парад (в соавторстве)
- 1946 — Земля родная (в соавторстве)
- 1946 — Славянский конгресс в Белграде (совместно с Ю. Монгловским)
- 1947 — День победившей страны (в соавторстве)
- 1949 — Спортивным летом
- 1950 — XXXIII праздник Великого Октября в Ленинграде (в соавторстве)
- 1950 — Всенародный кандидат (в соавторстве)
- 1950 — Ленинград голосует (в соавторстве)
- 1950 — На юге Китая (СССР — КНР; совместно с В. Киселёвым, М. Гиндиным, Б. Петровым, А. Хавчиным)
- 1950 — Освобождённый Китай (в соавторстве)
- 1950 — По реке Янцзы (совместно с М. Гиндиным)
- 1952 — 1 Мая в городе Ленинграде (в соавторстве)
- 1952 — На стройках Ленинграда (в соавторстве)
- 1953 — 1 Мая в городе Ленинграде (в соавторстве)
- 1953 — Встреча футболистов СССР — Албания (в соавторстве)
- 1953 — День Военно-Морского Флота СССР (в соавторстве)
- 1953 — Новаторы техники (в соавторстве)
- 1954 — Речники Северной Двины [7]
- 1955 — Ленинградский метрополитен [8]
- 1955 — Премьер-министр Республики Индия Джавахарлал Неру в Советской стране (в соавторстве)
- 1956 — Советские моряки в Голландии
- 1957 — Встреча лыжников пяти стран (в соавторстве)
- 1957 — Русский характер (в соавторстве)
- 1959 — Дочери России (в соавторстве)
- 1959 — Подвиг Ленинграда (в соавторстве)
- 1960 — Мир дому твоему (в соавторстве)
- 1963 — Есть такой городок (совместно с Н. Виноградским)
- 1963 — Песни России (в соавторстве)
- 1965 — Рассказы рабочих (совместно с Н. Виноградским, А. Ивановым)[9]
- 1967 — Все мои сыновья (в соавторстве)

Режиссёр
- 1956 — Советские моряки в Голландии (совместно с В. Соловцовым)

## Награды и премии
- орден «Знак Почёта» (28 апреля 1944)[1];
- медаль «За оборону Ленинграда» (14 апреля 1944)[4];
- медаль «За победу над Германией в Великой Отечественной войне 1941—1945 гг.» (ноябрь 1945)[1];
- медаль «За доблестный труд в Великой Отечественной войне 1941—1945 гг.» (16 августа 1949)[4];
- Сталинская премия первой степени (14 марта 1951) — за документальный фильм «Освобождённый Китай» (1950)[1];
- Государственная премия РСФСР имени братьев Васильевых (26 декабря 1967) — за фильм «Рассказы рабочих» (1966)[1];
- орден Отечественной войны II степени (6 ноября 1985)[1];
- 3 медали СССР[1].